# Becerril de la Sierra
Becerril de la Sierra è un comune spagnolo di 3 733 abitanti situato nella comunità autonoma di Madrid, parte della comarca di Cuenca del Guadarrama.